# Mujeres de Argel en su apartamento
Mujeres de Argel (en su apartamento) (en francés, Femmes d’Alger dans leur appartement) es un cuadro del pintor francés Eugène Delacroix. Está realizado al óleo sobre lienzo. Mide 180 cm de alto y 229 cm de ancho. Fue pintado en 1834. Se encuentra en el Museo del Louvre, París, Francia.

## Historia
Delacroix viajó a Argel en 1832, dentro de una misión diplomática francesa. Durante este viaje no dejó de dibujar y pintar acuarelas de todo aquel mundo que le resultaba exótico. Una de las experiencias más inusuales de Delacroix durante este viaje fue poder entrar en un harén, de la que disfrutó y que le llevó a exclamar «¡Qué belleza! Como en época de Homero». Habría sido de los primeros occidentales en ver el interior de uno de ellos. Hizo un boceto a la acuarela con sus impresiones de este harén, apuntando a lápiz los colores. Dos años después (1834) debió recomponer la escena en su imaginación, una vez que regresó a su taller de París.

## Análisis del cuadro
Este cuadro es, a un tiempo, orientalista y romántico.
Parte del rostro de la mujer de la izquierda queda inmerso en la sombra. El pintor usó esta técnica en muchas figuras para lograr un aire de misterio y aislamiento.
A su lado están sentadas otras dos mujeres mientras que otra figura femenina, una criada negra, está en pie; su presencia, de espaldas y girando, parece hacer entrar al espectador en el cuadro.
Destaca en el cuadro la forma en que la luz está representada. Es una luz lógica, pues viene de una ventana, sin representar una luz idealizada sino como era en realidad. Además, el cuadro se encuentra casi perfectamente balanceado. Las cortinas contrastan con el piso, de color sobrio; las puertas rojas del armario contrastan con la oscuridad del fondo. Delacroix quedó entusiasmado por la luz del norte de África, y pretendió plasmarla en sus obras.
Igualmente fue famoso por sus connotaciones sexuales. Representa a las concubinas argelinas de un harén. También muestra opio, que a menudo acompaña cuadros de prostitutas. En el siglo XIX, la pintura era conocida por su contenido sexual y su orientalismo. No obstante, para el pintor, este universo femenino encarnaba lo verdadero y lo bello, redescubriendo la Antigüedad.

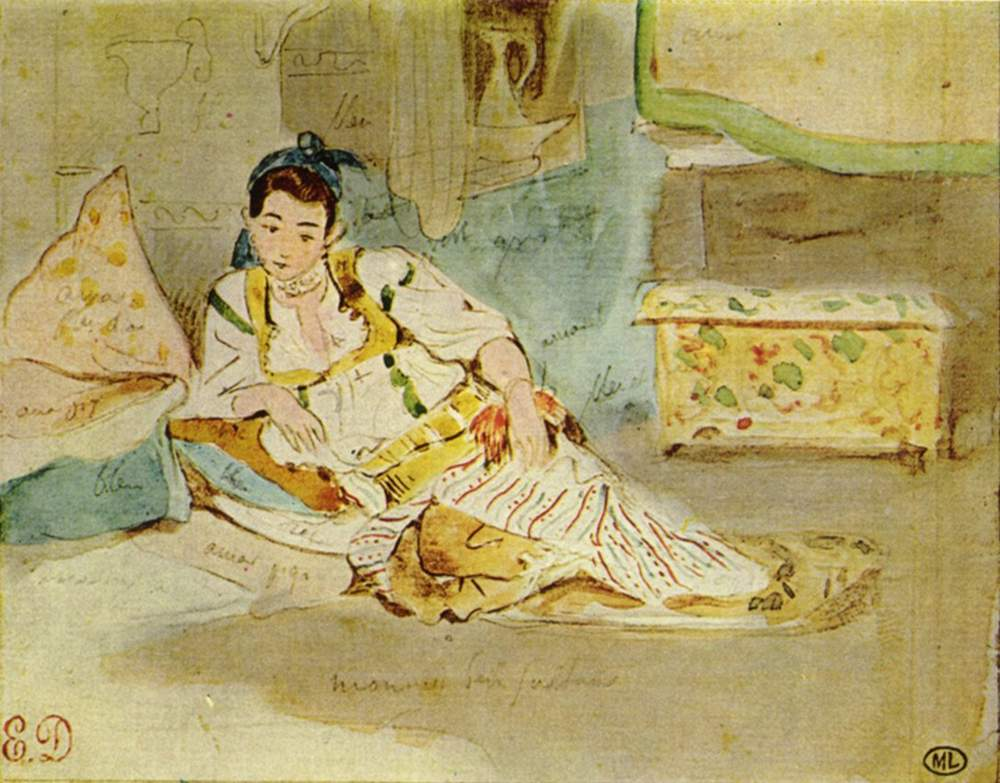
Estudio para las Mujeres de Argel, 1832, Acuarela con retoques de lápiz, 10,7x13,8 cm.

Estas mujeres simbolizarían el ideal de belleza femenina para Delacroix, combinación de la suntuosidad oriental con los rasgos griegos propios de un Fidias. Las carnaciones están tratadas con tonos bronceados, lo que refuerza el exotismo de la pintura.
En cuanto a la técnica, usó pequeños toques de color, independientes, lo cual explica que sea considerado precedente del impresionismo. Destacó sobre todo el tratamiento cromático que le dio a las ropas: pantalones verdes con motivos amarillos, enaguas verdes y azules, un chal amarillo con rayas rojas, una falda rosa y negra. De hecho, este cuadro sirvió de fuente de inspiración a autores impresionistas posteriores, desde Auguste Renoir hasta Henri Matisse, sobre todo por su intenso colorido, logrado al aclarar el tono general, mediante colores puros.
Inspiró varios cuadros de Picasso con este mismo nombre, Femmes d'Alger. La versión de 1955, pintada para su esposa, Jacqueline Roque, fue vendida en mayo de 2005 por 18,6 millones de dólares. Da, igualmente, nombre a una recopilación de relatos de Assia Djebar.